# Campionato mondiale maschile under 20 di calcio 1987
Il Campionato mondiale di calcio Under-20 1987 è stata la 6ª edizione del Campionato mondiale di calcio Under-20, organizzato dalla FIFA.
Si è svolto dal 10 al 25 ottobre in Cile ed è stato vinto dalla Jugoslavia.

## Qualificazioni
| Confederazione    | Torneo di qualificazione              | Qualificata/e                                                 |
| ----------------- | ------------------------------------- | ------------------------------------------------------------- |
| AFC               | AFC Youth Championship 1986           | Arabia Saudita Bahrein                                        |
| CAF               | African Youth Championship 1987       | Nigeria Togo                                                  |
| CONCACAF          | CONCACAF Under-20 Tournament 1986     | Canada Stati Uniti                                            |
| CONMEBOL          | Campionato sudamericano Under-20 1987 | Brasile Colombia                                              |
| OFC               | OFC Under-20 Tournament 1986          | Australia                                                     |
| UEFA              | Campionato europeo Under-18 1986      | Bulgaria Germania Est Germania Ovest Italia Jugoslavia Scozia |
| Nazione ospitante | Nazione ospitante                     | Cile                                                          |

## Fase a gironi

### Gruppo A

#### Classifica
| Squadra    | Pt | G | V | N | P | GF | GS | DR |
| ---------- | -- | - | - | - | - | -- | -- | -- |
| Jugoslavia | 6  | 3 | 3 | 0 | 0 | 12 | 3  | +9 |
| Cile       | 4  | 3 | 2 | 0 | 1 | 7  | 4  | +3 |
| Australia  | 2  | 3 | 1 | 0 | 2 | 2  | 6  | -4 |
| Togo       | 0  | 3 | 0 | 0 | 3 | 1  | 9  | -8 |

#### Risultati
| Arbitro: | Juan Carlos Loustau |

|                    |           |                                    |
| Tudor 17’ Pino 67’ | Marcatori | 14’ Boban 19’ Štimac 61’ 63’ Šuker |

| Arbitro: | Abdullah Al Nasir |

|  |           |                         |
|  | Marcatori | 7’ Edwards 13’ Reynolds |

| Arbitro: | Vincent Mauro |

|                              |           |  |
| Pino 8’ (rig.) Tudor 32’ 75’ | Marcatori |  |

| Arbitro: | Mohamed Hansal |

|                                    |           |  |
| Brnović 7’ Šuker 22’ 71’ Boban 67’ | Marcatori |  |

| Arbitro: | Emilio Soriano Aladrén |

|              |           |  |
| Pino 22’ 52’ | Marcatori |  |

| Arbitro: | Rune Larsson |

|                                                  |           |         |
| Mijatović 20’ 33’ Zirojević 53’ Šuker 84’ (rig.) | Marcatori | 75’ Ali |

### Gruppo B

#### Classifica
| Squadra | Pt | G | V | N | P | GF | GS | DR |
| ------- | -- | - | - | - | - | -- | -- | -- |
| Italia  | 5  | 3 | 2 | 1 | 0 | 5  | 2  | +3 |
| Brasile | 4  | 3 | 2 | 0 | 1 | 5  | 1  | +4 |
| Canada  | 2  | 3 | 0 | 2 | 1 | 4  | 5  | -1 |
| Nigeria | 1  | 3 | 0 | 1 | 2 | 2  | 8  | -6 |

#### Risultati
| Arbitro: | Allan Gunn |

|                                                   |           |  |
| Alcindo 20’ André Cruz 29’ William 35’ 62’ (rig.) | Marcatori |  |

| Arbitro: | Enrique Labo Revoredo |

|                                  |           |                       |
| Impallomeni 50’ (rig.) Melli 82’ | Marcatori | 9’ Grimes 44’ Mobilio |

| Arbitro: | Rodolfo Martínez Mejía |

|  |           |             |
|  | Marcatori | 60’ Rizzolo |

| Arbitro: | Soetoyo Hartasardjono |

|                     |           |                         |
| Effa 5’ Adekola 44’ | Marcatori | 6’ Jansen 88’ Domezetis |

| Arbitro: | Octavio Sierra Mesa |

|                |           |  |
| André Cruz 82’ | Marcatori |  |

| Arbitro: | Guenther Abermann |

|  |           |                       |
|  | Marcatori | 23’ Carrara 24’ Melli |

### Gruppo C

#### Classifica
| Squadra      | Pt | G | V | N | P | GF | GS | DR |
| ------------ | -- | - | - | - | - | -- | -- | -- |
| Germania Est | 4  | 3 | 2 | 0 | 1 | 6  | 3  | +3 |
| Scozia       | 4  | 3 | 1 | 2 | 0 | 5  | 4  | +1 |
| Colombia     | 3  | 3 | 1 | 1 | 1 | 4  | 5  | -1 |
| Bahrein      | 1  | 3 | 0 | 1 | 2 | 1  | 4  | -3 |

#### Risultati
| Arbitro: | Arnaldo César Coelho |

|            |           |                              |
| Prasse 32’ | Marcatori | 30’ (rig.) McLeod 36’ Butler |

| Arbitro: | John Meachin |

|             |           |  |
| Tréllez 10’ | Marcatori |  |

| Arbitro: | Rune Larsson |

|                   |           |                    |
| Sammer 9’ 30’ 70’ | Marcatori | 90’ (rig.) Tréllez |

| Arbitro: | Badou Jasseh |

|            |           |                |
| Nisbet 76’ | Marcatori | 24’ Al Kharraz |

| Arbitro: | Richard Lorenc |

|                      |           |  |
| Liebers 78’ Wosz 83’ | Marcatori |  |

| Arbitro: | Claude Bouillet |

|                              |           |                  |
| Wright 61’ McLeod 74’ (rig.) | Marcatori | 48’ 58’ Guerrero |

### Gruppo D

#### Classifica
| Squadra        | Pt | G | V | N | P | GF | GS | DR |
| -------------- | -- | - | - | - | - | -- | -- | -- |
| Germania Ovest | 6  | 3 | 3 | 0 | 0 | 8  | 1  | +7 |
| Bulgaria       | 4  | 3 | 2 | 0 | 1 | 3  | 3  | 0  |
| Stati Uniti    | 2  | 3 | 1 | 0 | 2 | 2  | 3  | -1 |
| Arabia Saudita | 0  | 3 | 0 | 0 | 3 | 0  | 6  | -6 |

#### Risultati
| Arbitro: | Jean Fidele Diramba |

|  |           |               |
|  | Marcatori | 26’ Vassiliev |

| Arbitro: | Carlo Longhi |

|  |           |                                  |
|  | Marcatori | 6’ Epp 27’ Strehmel 37’ Witeczek |

| Arbitro: | Stjepan Glavina |

|           |           |  |
| Unger 73’ | Marcatori |  |

| Arbitro: | Enrique Marín Gallo |

|  |           |                                       |
|  | Marcatori | 50’ 53’ (rig.) Witeczek 59’ Reinhardt |

| Arbitro: | Toshikazu Sano |

|                 |           |                         |
| Constantino 44’ | Marcatori | 36’ Witeczek 73’ Möller |

| Arbitro: | Yi-Fa Chow |

|                              |           |  |
| Slavtchev 31’ Kalaydjiev 37’ | Marcatori |  |

## Fase a eliminazione diretta
|  | Quarti di finale               | Quarti di finale        |                                |       | Semifinali                | Semifinali                |  |  | Finale                         | Finale |
|  |                                |                         |                                |       |                           |                           |  |  |                                |        |
|  | 21 ottobre - Santiago del Cile |                         |                                |       |                           |                           |  |  |                                |        |
|  |                                |                         |                                |       |                           |                           |  |  |                                |        |
|  | Jugoslavia                     | 2                       |                                |       |                           |                           |  |  |                                |        |
|  | Jugoslavia                     | 2                       | 23 ottobre - Santiago del Cile |       |                           |                           |  |  |                                |        |
|  | Brasile                        | 1                       |                                |       |                           |                           |  |  |                                |        |
|  | Brasile                        | 1                       | Jugoslavia                     | 2     |                           |                           |  |  |                                |        |
|  | 21 ottobre - Valparaíso        |                         | Jugoslavia                     | 2     |                           |                           |  |  |                                |        |
|  |                                | Germania Est            | 1                              |       |                           |                           |  |  |                                |        |
|  | Germania Est                   | Germania Est            | 1                              | 2     |                           |                           |  |  |                                |        |
|  | Germania Est                   |                         | 25 ottobre - Santiago del Cile | 2     |                           |                           |  |  |                                |        |
|  | Bulgaria                       | 0                       |                                |       |                           |                           |  |  |                                |        |
|  | Bulgaria                       | 0                       | Jugoslavia (dcr)               | 1 (5) |                           |                           |  |  |                                |        |
|  | 21 ottobre - Concepción        |                         | Jugoslavia (dcr)               | 1 (5) |                           |                           |  |  |                                |        |
|  |                                | Germania Ovest          | 1 (4)                          |       |                           |                           |  |  |                                |        |
|  | Italia                         | Germania Ovest          | 1 (4)                          | 0     |                           |                           |  |  |                                |        |
|  | Italia                         | 23 ottobre - Concepción |                                | 0     |                           |                           |  |  |                                |        |
|  | Cile                           | 1                       |                                |       |                           |                           |  |  |                                |        |
|  | Cile                           | 1                       | Cile                           | 0     | Finale per il terzo posto | Finale per il terzo posto |  |  |                                |        |
|  | 21 ottobre - Antofagasta       |                         | Cile                           | 0     | Finale per il terzo posto | Finale per il terzo posto |  |  |                                |        |
|  |                                | Germania Ovest          | 4                              |       |                           |                           |  |  |                                |        |
|  | Germania Ovest (dcr)           | Germania Ovest          | 4                              | 1 (4) | Germania Est (dcr)        | 1 (3)                     |  |  |                                |        |
|  | Germania Ovest (dcr)           |                         |                                | 1 (4) | Germania Est (dcr)        | 1 (3)                     |  |  |                                |        |
|  | Scozia                         | 1 (3)                   |                                | Cile  | 1 (1)                     |                           |  |  |                                |        |
|  | Scozia                         | 1 (3)                   |                                |       | 1 (1)                     |                           |  |  |                                |        |
|  |                                |                         |                                |       |                           |                           |  |  | 25 ottobre - Santiago del Cile |        |
|  |                                |                         |                                |       |                           |                           |  |  |                                |        |

### Quarti di finale
| Arbitro: | Rune Larsson |

|  |           |                 |
|  | Marcatori | 73’ (rig.) Pino |

| Arbitro: | Allan Gunn |

|                               |           |  |
| Steinmann 70’ (rig.) Wosz 83’ | Marcatori |  |

| Arbitro: | Juan Carlos Loustau |

|              |                      |            |
| Reinhardt 8’ | Marcatori            | 45’ Nisbet |
|              | Tiri di rigore 4 – 3 |            |

| Arbitro: | Emilio Soriano Aladrén |

|                              |           |             |
| Mijatović 52’ Prosinečki 89’ | Marcatori | 44’ Alcindo |

### Semifinali
| Arbitro: | Claude Bouillet |

|  |           |                                             |
|  | Marcatori | 9’ Eichenauer 15’ Dammeier 36’ 69’ Witeczek |

| Arbitro: | Richard Lorenc |

|                      |           |            |
| Štimac 30’ Šuker 70’ | Marcatori | 49’ Sammer |

### Finale per il 3º posto
| Arbitro: | Arnaldo César Coelho |

|            |                      |              |
| Kracht 73’ | Marcatori            | 84’ González |
|            | Tiri di rigore 3 – 1 |              |

### Finale
| Arbitro: | Juan Carlos Loustau |

|           |                      |                     |
| Boban 85’ | Marcatori            | 87’ (rig.) Witeczek |
|           | Tiri di rigore 5 – 4 |                     |

## Premi
| Scarpa d'oro    | Pallone d'oro     | Premio Fair-play della FIFA |
| --------------- | ----------------- | --------------------------- |
| Marcel Witeczek | Robert Prosinečki | Germania Est                |

## Classifica marcatori
| Pos. | Giocatore         | Gol | Minuti |
| ---- | ----------------- | --- | ------ |
| 1    | Marcel Witeczek   | 7   | 577    |
| 2    | Davor Šuker       | 6   | 532    |
| 3    | Camilo Pino       | 5   | 562    |
| 4    | Matthias Sammer   | 4   | 432    |
| 5    | Predrag Mijatović | 3   | 391    |
| 5    | Lukas Túdor       | 3   | 450    |
| 5    | Zvonimir Boban    | 3   | 493    |